# ミケーレ・バルトリ

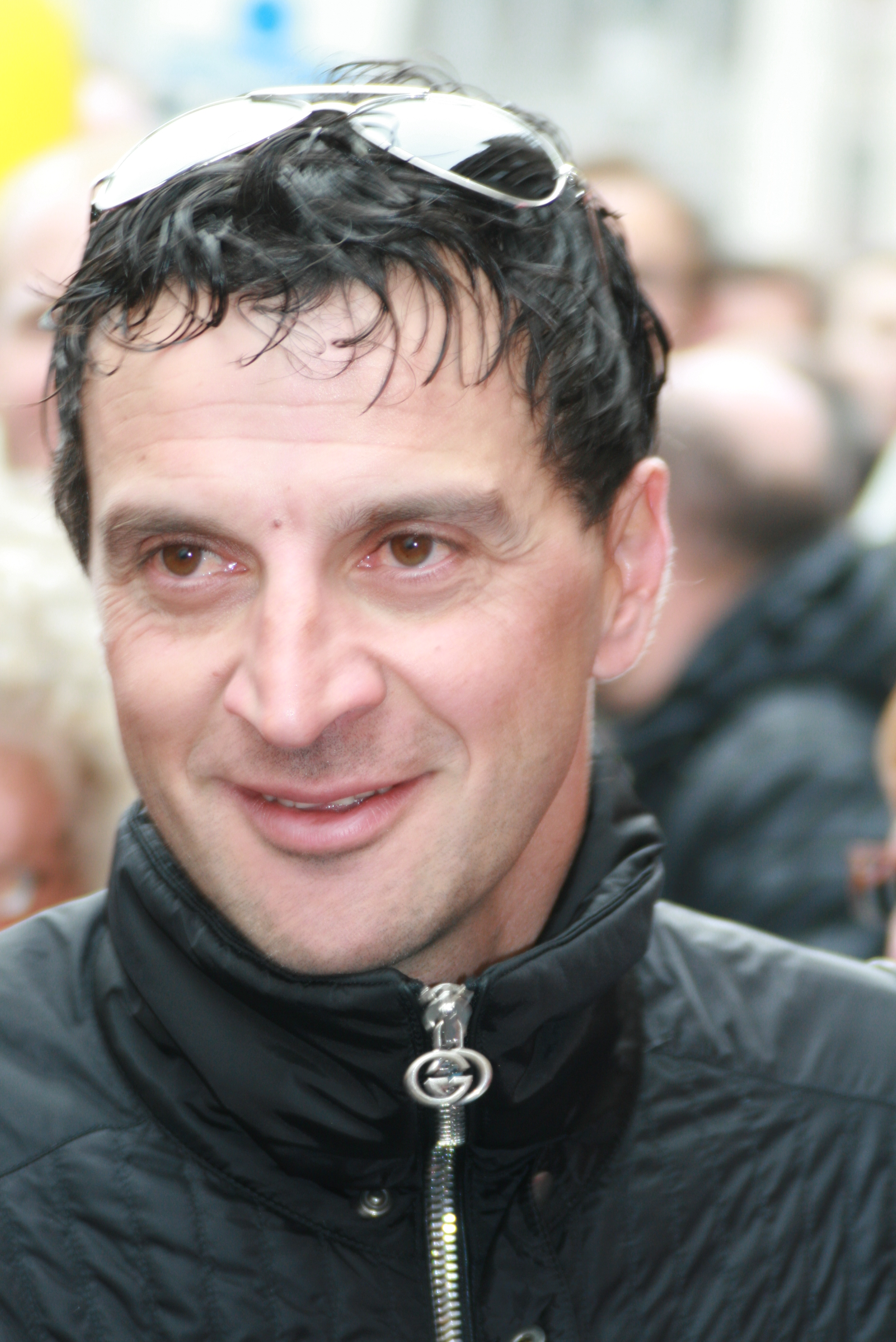
ミケーレ・バルトリ

ミケーレ・バルトリ（Michele Bartoli、1970年5月27日 - ）は、イタリアのトスカーナ州ピサ出身の自転車プロロードレース選手。1992年プロデビュー。2004年引退。クラシックレースを得意とし、モレノ・アルゼンティンの後継者と呼ばれ、プロ通算57勝をあげた。1997-1998年には2年連続UCIワールドカップチャンピオンに輝いたほかジロ・デ・イタリアでも2勝している。

## 経歴
1992年にプロ入りし、1994年のジロ・デ・イタリアでステージ優勝。1996年にはロンド・ファン・フラーンデレンで優勝し、世界選手権でも3位に入った。1997年にはリエージュ〜バストーニュ〜リエージュで優勝。UCIワールドカップチャンピオンの座に着き、トッププロとしての地位を固める。
翌1998年はリエージュ〜バストーニュ〜リエージュを連覇し、チューリッヒ選手権でも優勝。世界選手権でも2回目の3位となり、2年連続でUCIワールドカップチャンピオンとなった。
さらに1999年のティレーノ〜アドリアティコでも総合優勝。2000年もイタリア選手権で優勝を果たすなどの活躍を見せていたが、2000年の世界選手権でゴール前にシフトダウン操作をしているのを写真に取られ、「闘志に欠ける」姿勢がバッシングを受けた。
しかしファッサボルトロに移籍後の2002年には、アムステルゴールドレースとジロ・ディ・ロンバルディアで優勝するなど実力を見せつけ、2003年にはジロ・ディ・ロンバルディア連覇を果たす。
だが、2004年は、オリンピックイタリア代表に選ばれるも、不調のため辞退。ツール・ド・フランスも足の故障でリタイア。結局この年をもって現役を引退することとなった。

## エピソード
バルトリとパオロ・ベッティーニの確執は有名な話である。
ベッティーニは、プロデビュー以降バルトリの忠実なアシストとして活躍し、バルトリがチームを移籍すれば自分も同じチームに移籍。バルトリから全幅の信頼を寄せられていた。
しかし、ベッティーニは、2000年にバルトリの代わりに出場したリエージュ〜バストーニュ〜リエージュで優勝。ツール・ド・フランスでも勝利を収めるなど頭角を現し始め、この頃から両者の間には溝ができ始める。
そして2001年の世界選手権で両者の亀裂は決定的なものになる。このレースでバルトリはベッティーニにアシストを拒否され11位に沈んだのに対して、ベッティーニは2位。レース後に激怒したバルトリがベッティーニを怒鳴りつける事態になった。
その後も両者の関係は修復されず、2003年の世界選手権では、ベッティーニ中心のチーム作りの方針から、メンバーから外されるという屈辱をバルトリは味わった。
二人の関係の変化には、いかなるエースもやがてはその座を譲らざるを得ないという世代交代の宿命が垣間見え、プロの世界の非情さをうかがい知ることができる。

## 所属チーム
- 1992-1995年　メルカトーネ・ウノ
- 1996-1997年　MG-テクノジム
- 1998年　アシックス・CGA
- 1999-2001年　マペイ・クイックステップ
- 2002-2003年　ファッサボルトロ
- 2004年　チームCSC

## 主な成績

### グランツール
- 1994年 ジロ・デ・イタリア 1勝
- 1998年 ジロ・デ・イタリア 1勝

### ステージレース
- 1999年 ティレーノ〜アドリアティコ 総合優勝

- 1996年 ティレーノ〜アドリアティコ 1勝
- 1997年 ティレーノ〜アドリアティコ 1勝

### ワンデーレース
- イタリア選手権優勝（2000年）

- 1996年 ロンド・ファン・フラーンデレン優勝
- 1997年 リエージュ〜バストーニュ〜リエージュ優勝
- 1998年 リエージュ〜バストーニュ〜リエージュ優勝　チューリッヒ選手権優勝
- 1999年 フレーシュ・ワロンヌ優勝
- 2002年 アムステルゴールドレース優勝　ジロ・ディ・ロンバルディア優勝
- 2003年 ジロ・ディ・ロンバルディア優勝

### そのほか
- 1997-1998年 UCIワールドカップチャンピオン